# Kalikoa
Kalikoa is een bestuurslaag in het regentschap Cirebon van de provincie West-Java, Indonesië. Kalikoa telt 5664 inwoners (volkstelling 2010).